# Carla Bakboord
Carla Bakboord (Paramaribo, 13 april 1959) is een Surinaams antropoloog, vrouwenrechtenactivist en zangeres. Ze is medeoprichter, bestuurslid en onderzoeker van het Women's Rights Centre.

## Biografie
In 1985 studeerde ze af in cultureel vormingswerk aan de hbo-opleiding CICSA. In 1990 nam zij deel aan de finale van het muziekfestival SuriPop VI. Hier zong zij samen met Rein Carrot het lied A lobi san wi kon firi dat was geschreven door Dick Wesenhagen.
In 1991 was zij samen met Nadia Raveles een van de oprichters van Stichting Stop Geweld tegen Vrouwen. In 1996 werd ze door Raveles voorgesteld en voorgedragen voor een training van drie weken bij de Caribbean Association for Feminist Research and Action (Cafra). Deze training betekende een drastische wending in haar leven. Een jaar later, op 27 januari 1997, behoorde ze met Raveles, Betty Cederboom en Karin Refos tot de oprichters van de stichting Women's Rights Centre. Naast bestuurslid is zij onderzoeker en geeft ze lezingen en trainingen aan vrouwen en bewindspersonen. Van de vier oprichters is alleen zij daar nog actief; later sloot Henna Guicherit zich bij het centrum aan.
Ze begon met een studie culturele antropologie aan de Universiteit Utrecht en haalde in 2007 haar masterdiploma. Sinds 2015 werkt ze aan haar proefschrift op het gebied van gender, seksualiteit en huiselijk geweld aan de Vrije Universiteit Amsterdam.
In 2019 werd zij samen met Asha Mungra onderscheiden met een Golden Gavel Award door de stichting Platform Politiek Actieve Vrouwen. Ze ontving aan het eind van de pridemaand oktober in 2024 de MATIEaward van het LGBT-platform.
Op 22 november 2022 publiceerde ze een artikel in de Journal of Sexuality & Culture over homoseksualiteit binnen de Hindoestaanse gemeenschap, als onderdeel van haar promotieonderzoek aan de Vrije Universiteit van Amsterdam. De peerreview kwam van de hoogleraren Saskia Keuzenkamp en Sawitri Saharso.
- Digitale Bibliotheek voor de Nederlandse Letteren: bakb001
- International Standard Name Identifier: 0000 0003 9547 0736
- Virtual International Authority File: 290187664